# Campbell Best
Campbell Best (12 marzo 1986) è un calciatore cookese, di ruolo attaccante.

## Carriera

### Club
Dal 2011 gioca al Tupapa Maraerenga. Nel 2016 si trasferisce al Puaikura, che lascia dopo un anno per tornare al Tupata.

### Nazionale
Conta 11 presenze e 3 reti con la maglia della propria nazionale.

## Palmarès

### Club

#### Competizioni nazionali
- Cook Islands Round Cup: 4

Tupapa: 2011, 2012, 2014, 2015